# Justiz (Film)
Justiz ist die Verfilmung des gleichnamigen Romans von Friedrich Dürrenmatt aus dem Jahr 1993.

## Handlung
Der Zürcher Regierungsrat Dr. h. c. Isaak Kohler erschießt im überfüllten Restaurant Du Théâtre öffentlich den Germanisten Prof. Winter und lässt sich kurz darauf widerstandslos festnehmen. In einem Schauprozess wird er trotz einiger fehlender Beweismittel und ohne klares Motiv zu 20 Jahren Zuchthaus verurteilt, da kein Zweifel am Geschehen besteht. Kohler, sehr vermögend, hochangesehen und beliebt, beauftragt aus dem Zuchthaus heraus den jungen, bislang erfolglosen Anwalt Spät, seinen Fall erneut zu untersuchen – unter der Vorgabe wissenschaftlichen Interesses unter der Annahme, er sei nicht der Mörder. Aus Geldmangel und in der Hoffnung auf einen Geschäftsaufschwung nimmt Spät schließlich an, zumal ihm Kohler auch ein luxuriöses Büro und weitere Annehmlichkeiten finanziert. Der Fall Kohler macht Spät tatsächlich weithin bekannt und zu einem gefragten Anwalt.
Ein von Kohler beauftragter, formal für Spät tätiger Privatdetektiv sammelt erneut Indizien zu dem Fall, seit dem inzwischen mehrere Monate vergangen sind, und befragt Zeugen. Es wird klar, dass der formal unsauber geführte erste Prozess – keine aufgefundene Tatwaffe, weder ein klares Geständnis noch ein nachvollziehbares Motiv, keine Aufnahme von Zeugenaussagen – das Urteil juristisch unhaltbar macht. Die Presse feiert Späts Engagement als „Kampf für die Gerechtigkeit“. Da Spät weiterhin von Kohlers Täterschaft überzeugt ist, erschreckt ihn diese Entwicklung des Falles. Er legt das Mandat trotzig nieder, wodurch er jedoch auch sämtliche anderen Aufträge verliert, wieder in seine ärmliche Wohnung umziehen muss und verschuldet ist. Kohlers Tochter Helene, mit der Spät sich angefreundet hat, versucht mehrmals, ihm die Hintergründe der Tat mitzuteilen: Sie wurde eines Abends von mehreren Personen vergewaltigt, darunter Winter, und ihr Vater habe ihr versprochen, die Täter zu töten. Doch Späts abweisendes und selbstgerechtes Verhalten ihr gegenüber macht es ihr unmöglich, ihm diese Nachricht anzuvertrauen.
Im Revisionsprozess, der nun von einem anderen Anwalt geführt wird, wird Kohler anhand der von Spät durchgeführten Ermittlungen gegen Späts Protest freigesprochen. Da sich ohnehin von Anfang an niemand Kohlers Tat erklären konnte und seine sympathische Erscheinung jedermann in seinen Bann zieht, wird der Freispruch allgemein als gerecht wahrgenommen. Der Suizid eines anderen Verdächtigen – des ehemaligen Schweizermeisters im Pistolenschießen, Dr. Benno, der Kohler eine hohe Summe Geld schuldete – passt dabei perfekt als nicht weiter verfolgtes Schuldeingeständnis ins Bild.
Spät erkennt, dass er in dieser Sache nicht nur seinen Ruf ruiniert, sondern auch seine Selbstachtung verloren hat, und sieht nur noch einen Weg, seine Vorstellung von Gerechtigkeit wiederherzustellen: erst Kohler und dann sich selbst zu erschießen. Dies scheitert, da seine Waffe – eine Vorsichtsmaßnahme Kohlers – mit Platzpatronen geladen wurde. 
Im Epilog ist Spät, der seine Anwaltszulassung verloren hat, bei einer kleinen Gemeinde angestellt. Kohler, wieder in der Spitzenpolitik tätig, erzählt einigen Journalisten offen von einem Mord, den er habe begehen müssen, was ihm aber niemand glaube, und erzeugt damit nur Heiterkeit.

## Sonstiges
Justiz war für die Oscarverleihungen 1994 als deutscher Beitrag für den Besten fremdsprachigen Film im Rennen, wurde aber nicht nominiert.

## Auszeichnungen
Die Deutsche Film- und Medienbewertung FBW in Wiesbaden verlieh dem Film das Prädikat „wertvoll“. Bei den Golden Globe Awards 1994 war Justiz als bester fremdsprachiger Film nominiert.